# Ілічанка
Ілічанка (до 2016 року — Іллічівка) — село Красносільської сільської громади в Одеському районі Одеської області, Україна. Населення становить 1321 осіб.

## Історія
Ілічанка — село відносно молоде. Аналіз топографічних карт та переліків населених пунктів різного часу дає можливість стверджувати, що хутір Михайлівка — попередник Ілічанки — виник десь у першому десятилітті 20 століття, адже він ще не згадується у книзі «Список населенных мест Херсонской губернии» видання 1896 року, але вже фігурує у аналогічному виданні 1917 року. Отже, 1917 року хутір Михайлівка Ємельянова (прізвище першопоселенця-засновника) мала 1 дворове господарство, тут мешкало 39 осіб — 30 чоловіків та 9 жінок. Поселення входило до складу Антоново-Кодинцівської волості Одеського повіту Херсонської губернії.
У радянський час хутір перетворився на село Іллічівка, перейменоване 12 травня 2016 року на Ілічанку.

## Населення
Згідно з переписом УРСР 1989 року чисельність наявного населення села становила 1436 осіб, з яких 648 чоловіків та 788 жінок.
За переписом населення України 2001 року в селі мешкала 1321 особа.

### Мова
Розподіл населення за рідною мовою за даними перепису 2001 року:
| Мова       | Відсоток |
| ---------- | -------- |
| українська | 65,33 %  |
| російська  | 33,76 %  |
| румунська  | 0,45 %   |
| болгарська | 0,23 %   |
| вірменська | 0,15 %   |
| білоруська | 0,08 %   |

## Галерея

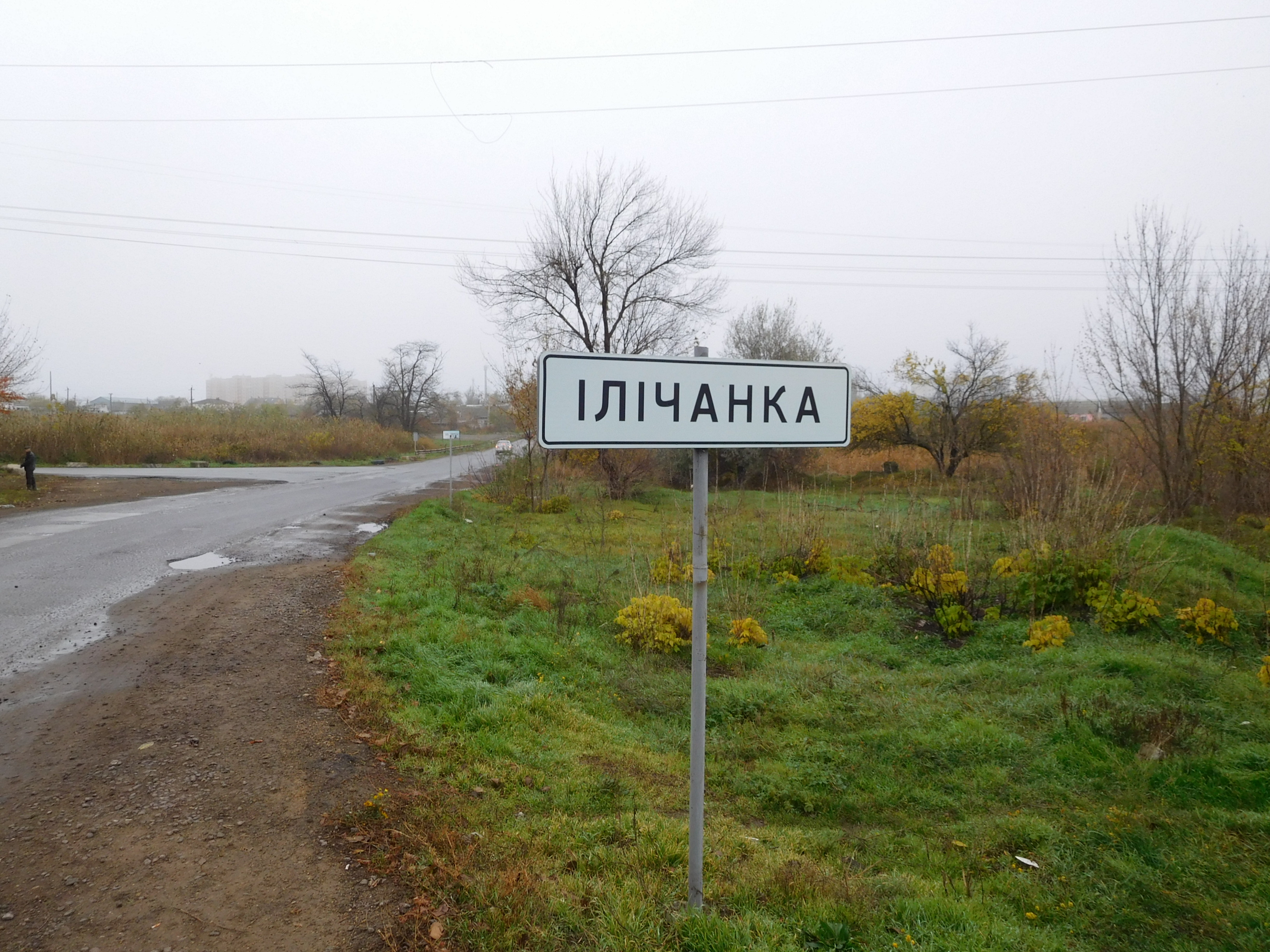
В'їзд до села
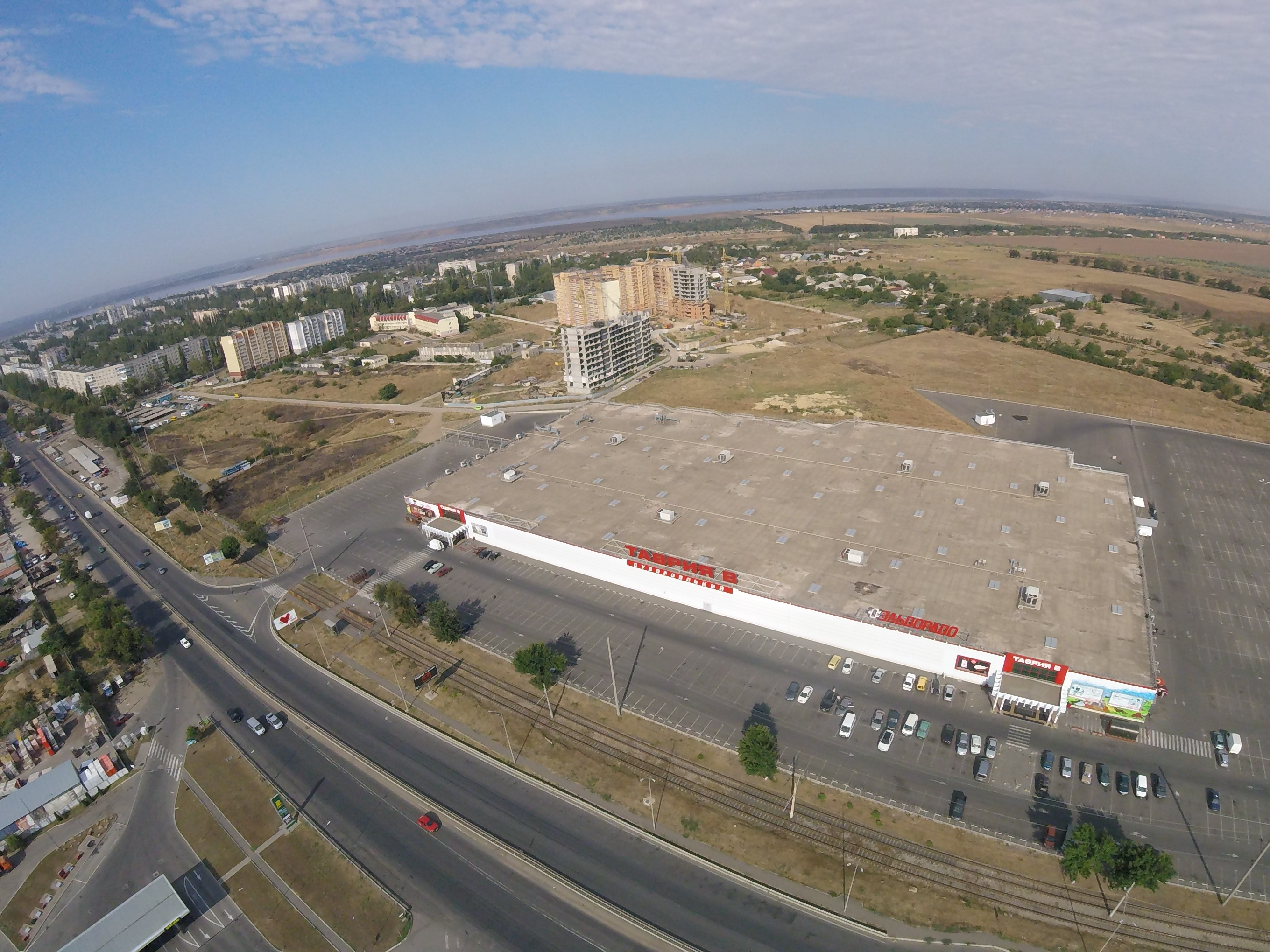
Торговий центр "Суворовський" в Ілічанці